# Milà-Torí
La Milà-Torí (Milano-Torino en italià) és una cursa ciclista d'un dia que es disputa a Itàlia entre les ciutats de Milà i Torí i que té un recorregut de 199 km.
La primera edició d'aquesta cursa es disputà el 1876, cosa que la converteix en la clàssica ciclista més antiga d'Itàlia i una de les més antigues del món. La cursa és organitzada pel grup RCS, propietari de La Gazzetta dello Sport, i organitzadora d'altres importants curses italianes com la Milà-Sanremo, la Tirrena-Adriàtica o el Giro d'Itàlia, entre d'altres. Entre el 2005 i el 2019 forma part del circuit UCI Europe Tour en la categoria 1.HC. El 2020 passà a la categoria UCI ProSeries.
Fins al 1987 la cursa es disputava una setmana abans de la Milà-Sanremo, servint de preparació per a les clàssiques de primavera. Aquell any la cursa es traslladà al mes d'octubre, la setmana anterior a la Volta a Llombardia, ja que els organitzadors no estaven contents amb les inclemències meteorològiques que afectaven a primers de març al nord d'Itàlia. Disputant-se a la tardor la cursa passà a formar part del Trittico di Autunno, juntament amb el Giro del Piemont i la Volta a Llombardia, que es disputen la mateixa setmana. El 2005 la cursa tornà a les seves dates tradicionals, a primers de març. El 2008 no es va disputar i en les seves dates es va córrer la Monte Paschi Eroica.
El ciclista amb més victòries és Costante Girardengo, amb cinc triomfs entre 1914 i 1923. Pierino Favalli, amb tres victòries consecutives entre 1938 i 1940, és el segon a la llista de vencedors. El català Miquel Poblet guanyà l'edició de 1957, sent d'aquesta manera el primer ciclista espanyol a aconseguir-ho.
El 1995, després de permetre entrar un vehicle dins el traçat de la cursa per error, Marco Pantani i dos ciclistes més foren atropellats en un greu accident que apartà Pantani de les carreteres durant tota la temporada següent.

## Palmarès
| Any                             | Vencedor                         | Segon                         | Tercer                         |
| ------------------------------- | -------------------------------- | ----------------------------- | ------------------------------ |
| 1876                            | Paolo Magretti                   | Carlo Ricci Gariboldi         | Bartolomeo Balbiani            |
| 1877-1892 no disputada          |                                  |                               |                                |
| 1893                            | Luigi Airaldi                    | Giacomo Capella               | Luigi Masetti                  |
| 1894-1895 no disputada          |                                  |                               |                                |
| 1896                            | Giovanni Moro                    | Federico Goll                 | Francesco Gilardini            |
| 1897-1902 no disputada          |                                  |                               |                                |
| 1903                            | Giovanni Gerbi                   | Giovanni Rossignoli           | Ferdinando Coppa               |
| 1904 no disputada               |                                  |                               |                                |
| 1905                            | Giovanni Rossignoli              | Giovanni Cuniolo              | Giulio Tagliavini              |
| 1906-1910 no disputada          |                                  |                               |                                |
| 1911                            | Henri Pélissier                  | Carlo Durando                 | Domenico Allasia               |
| 1912 no disputada               |                                  |                               |                                |
| 1913                            | Giuseppe Azzini                  | Carlo Durando                 | Ezio Corlaita                  |
| 1914                            | Costante Girardengo              | Giuseppe Azzini               | Carlo Durando                  |
| 1915                            | Costante Girardengo              | Giovanni Roncon               | Lauro Bordin                   |
| 1916 no disputada               |                                  |                               |                                |
| 1917                            | Oscar Egg                        | Leopoldo Torricelli           | Luigi Lucotti                  |
| 1918                            | Gaetano Belloni                  | Alfredo Sivocci               | Angelo Vay                     |
| 1919                            | Costante Girardengo              | Giuseppe Oliveri              | Giuseppe Azzini                |
| 1920                            | Costante Girardengo              | Gaetano Belloni               | Leopoldo Torricelli            |
| 1921                            | Federico Gay                     | Giovanni Brunero              | Bartolomeo Aymo                |
| 1922                            | Adriano Zanaga                   | Emilio Petiva                 | Federico Gay                   |
| 1923                            | Costante Girardengo              | Gaetano Belloni               | Giovanni Brunero               |
| 1924                            | Federico Gay                     | Michele Gordini               | Angelo Gremo                   |
| 1925                            | Adriano Zanaga                   | Domenico Piemontesi           | Giuseppe Pancera               |
| 1926-1930 no disputada          |                                  |                               |                                |
| 1931                            | Giuseppe Graglia                 | Piero Polano                  | Giuseppe Olmo                  |
| 1932                            | Giuseppe Olmo                    | Giuseppe Graglia              | Giuseppe Martano               |
| 1933                            | Giuseppe Graglia                 | Attilio Masarati              | Antonio Folco                  |
| 1934                            | Mario Cipriani                   | Orlando Teani                 | Giuseppe Graglia               |
| 1935                            | Giovanni Gotti                   | Adalino Mealli                | Aldo Bini                      |
| 1936                            | Cesare Del Cancia                | Olimpio Bizzi                 | Mario Cipriani                 |
| 1937                            | Giuseppe Martano                 | Cesare Del Cancia             | Augusto Introzzi               |
| 1938                            | Pierino Favalli                  | Giuseppe Olmo                 | Fausto Montesi                 |
| 1939                            | Pierino Favalli                  | Michele Benente               | Giovanni Gotti                 |
| 1940                            | Pierino Favalli                  | Pietro Chiappini              | Francesco Albani               |
| 1941                            | Pietro Chiappini                 | Ruggero Moro                  | Pietro Rimoldi                 |
| 1942                            | Pietro Chiappini                 | Osvaldo Bailo                 | Salvatore Crippa               |
| 1943-1944 no disputada          |                                  |                               |                                |
| 1945                            | Vito Ortelli                     | Enzo Coppini                  | Guerrino Tomasoni              |
| 1946                            | Vito Ortelli                     | Oreste Conte                  | Guido Lelli                    |
| 1947                            | Italo De Zan                     | Giovanni Pinarello            | Egidio Feruglio                |
| 1948                            | Sergio Maggini                   | Italo De Zan                  | Luciano Pezzi                  |
| 1949                            | Luigi Casola                     | Aldo Bini                     | Italo De Zan                   |
| 1950                            | Adolfo Grosso                    | Fausto Marini                 | Livio Isotti                   |
| 1951                            | Fiorenzo Magni                   | Giorgio Albani                | Alfredo Martini                |
| 1952                            | Aldo Bini                        | Oreste Conte                  | Adolfo Ferrari                 |
| 1953                            | Luciano Maggini                  | Loretto Petrucci              | Donato Zampini                 |
| 1954                            | Agostino Coletto                 | Fiorenzo Magni                | Luciano Maggini                |
| 1955                            | Cleto Maule                      | Aldo Moser                    | Giorgio Albani                 |
| 1956                            | Ferdi Kübler                     | Germain Derycke               | Roberto Falaschi               |
| 1957                            | Miquel Poblet i Orriols          | Alfred De Bruyne              | Guido Messina                  |
| 1958                            | Agostino Coletto                 | Miquel Poblet i Orriols       | Armando Pellegrini             |
| 1959                            | Nello Fabbri                     | Guido Carlesi                 | Agostino Coletto               |
| 1960                            | Arnaldo Pambianco                | Guido Carlesi                 | Gastone Nencini                |
| 1961                            | Walter Martin                    | Angelo Conterno               | Alessandro Fantini             |
| 1962                            | Franco Balmamion                 | Vittorio Adorni               | Dino Bruni                     |
| 1963                            | Franco Cribiori                  | Carlo Chiappano               | Giovanni Bettinelli            |
| 1964                            | Valentín Uriona Lauciriga        | Italo Zilioli                 | Franco Cribiori                |
| 1965                            | Vito Taccone                     | Marino Vigna                  | Romeo Venturelli               |
| 1966                            | Marino Vigna                     | Michele Dancelli              | Dino Zandegù                   |
| 1967                            | Gianni Motta                     | Franco Bitossi                | Vittorio Adorni                |
| 1968                            | Franco Bitossi                   | Italo Zilioli                 | Michele Dancelli               |
| 1969                            | Claudio Michelotto               | Martin Van Den Bossche        | Franco Bitossi                 |
| 1970                            | Luciano Armani                   | Guido Reybrouck               | Davide Boifava                 |
| 1971                            | Georges Pintens                  | Enrico Paolini                | Marinus Wagtmans               |
| 1972                            | Roger De Vlaeminck               | Franco Bitossi                | Gianni Motta                   |
| 1973                            | Marcello Bergamo                 | Franco Bitossi                | Roger De Vlaeminck             |
| 1974                            | Roger De Vlaeminck               | Marcello Bergamo              | Italo Zilioli                  |
| 1975                            | Wladimiro Panizza                | Enrico Paolini                | Roger De Vlaeminck             |
| 1976                            | Enrico Paolini                   | Franco Bitossi                | Eddy Verstraeten               |
| 1977                            | Rik Van Linden                   | Walter Godefroot              | Alfons De Bal                  |
| 1978                            | Pierino Gavazzi                  | Vittorio Algeri               | Franco Bitossi                 |
| 1979                            | Alfio Vandi                      | Claude Criquielion            | Wladimiro Panizza              |
| 1980                            | Giovanni Battaglin               | Francesco Moser               | Roberto Ceruti                 |
| 1981                            | Giuseppe Martinelli              | Giovanni Renosto              | Nazzareno Berto                |
| 1982                            | Giuseppe Saronni                 | Noël Dejonckheere             | Rik Van Linden                 |
| 1983                            | Francesco Moser                  | Silvestro Milani              | Peter Kehl                     |
| 1984                            | Paolo Rosola                     | Guido Bontempi                | Roger De Vlaeminck             |
| 1985                            | Daniele Caroli                   | Stefan Mutter                 | Dante Morandi                  |
| 1986 no disputada               |                                  |                               |                                |
| 1987                            | Phil Anderson                    | Flavio Giupponi               | Tony Rominger                  |
| 1988                            | Rolf Gölz                        | Phil Anderson                 | Luc Roosen                     |
| 1989                            | Rolf Gölz                        | Dag Erik Pedersen             | Tony Rominger                  |
| 1990                            | Mauro Gianetti                   | Jean-Claude Leclercq          | Gilles Delion                  |
| 1991                            | Davide Cassani                   | Tony Rominger                 | Sammie Moreels                 |
| 1992                            | Gianni Bugno                     | Rolf Aldag                    | Tony Rominger                  |
| 1993                            | Rolf Sørensen                    | Paolo Fornaciari              | Francesco Frattini             |
| 1994                            | Francesco Casagrande             | Mauro Gianetti                | Zenon Jaskuła                  |
| 1995                            | Stefano Zanini                   | Rolf Sørensen                 | Francesco Casagrande           |
| 1996                            | Daniele Nardello                 | Stefano Zanini                | Laurent Jalabert               |
| 1997                            | Laurent Jalabert                 | Alex Zülle                    | Paolo Lanfranchi               |
| 1998                            | Niki Aebersold                   | Oscar Camenzind               | Marco Serpellini               |
| 1999                            | Markus Zberg                     | Paolo Bettini                 | Jan Ullrich                    |
| 2000 no disputada (inundacions) |                                  |                               |                                |
| 2001                            | Mirko Celestino                  | Niki Aebersold                | Eddy Mazzoleni                 |
| 2002                            | Michele Bartoli                  | Oscar Camenzind               | Gabriele Missaglia             |
| 2003                            | Mirko Celestino                  | Davide Rebellin               | Miguel Ángel Martín Perdiguero |
| 2004                            | Marcos Antonio Serrano Rodríguez | Eddy Mazzoleni                | Francesco Casagrande           |
| 2005                            | Fabio Sacchi                     | Mirko Celestino               | Paolo Tiralongo                |
| 2006                            | Igor Astarloa Askasibar          | Mirko Celestino               | Paolo Tiralongo                |
| 2007                            | Danilo Di Luca                   | Juan Mauricio Soler Hernández | Kim Kirchen                    |
| 2008-2011 no disputada          |                                  |                               |                                |
| 2012                            | Alberto Contador Velasco         | Diego Ulissi                  | Fredrik Kessiakoff             |
| 2013                            | Diego Ulissi                     | Rafał Majka                   | Daniel Moreno Fernández        |
| 2014                            | Giampaolo Caruso                 | Rinaldo Nocentini             | Daniel Moreno Fernández        |
| 2015                            | Diego Rosa                       | Rafał Majka                   | Fabio Aru                      |
| 2016                            | Miguel Ángel López Moreno        | Michael Woods                 | Rigoberto Urán                 |
| 2017                            | Rigoberto Urán                   | Adam Yates                    | Fabio Aru                      |
| 2018                            | Thibaut Pinot                    | Miguel Ángel López Moreno     | Alejandro Valverde Belmonte    |
| 2019                            | Michael Woods                    | Alejandro Valverde Belmonte   | Adam Yates                     |
| 2020                            | Arnaud Démare                    | Caleb Ewan                    | Wout van Aert                  |
| 2021                            | Primož Roglič                    | Adam Yates                    | João Almeida                   |
| 2022                            | Mark Cavendish                   | Nacer Bouhanni                | Alexander Kristoff             |
| 2023                            | Arvid de Kleijn                  | Fernando Gaviria Rendón       | Casper van Uden                |
| 2024                            | Alberto Bettiol                  | Jan Christen                  | Marc Hirschi                   |
| 2025                            | Isaac del Toro                   | Ben Tulett                    | Tobias Halland Johannessen     |